# スローセックス
スローセックスとは、射精や絶頂を目的とした男性本位のセックスに対し、ゆっくり時間をかけ、男女が互いをいたわりながら肌を重ねる時間を楽しむ性行為である。セックスセラピストであるアダム徳永の著書がベストセラーになったことで広く知られるようになった。

## 概要
イタリアでスローフード運動が進むとともに、性生活にたっぷり時間をかけようという運動が提唱されたといわれる
肌を重ねる時間を楽しむという行為について、日本で知られるきっかけの一つとなったのは、五木寛之が『愛に関する十二章』（角川書店、2002年）で紹介したポリネシアン・セックスである。アダルトビデオ（AV）のような男性本位のセックス、男女ともに絶頂に達するセックスといった結果を求める行為ではなく、過程を大事にするスタイルがあってもいいという提案は反響を呼び、女性誌などでも特集された。
また1990年から60歳以上の男女の性行動など調査を始め、2000年には医師らと日本性科学会セクシュアリティ研究会を結成した、田園調布学園大学教授の荒木乳根子も、中高年の性行為では、精力回復や何歳まで行為が可能かといったことではなく、行為自体にとらわれずにスキンシップを大切にすることを提唱している。
セラピストのアダム徳永は2004年に「セックススクールadam」を設立。「アダムタッチ」に代表される独自のセックス技術、理論を広めてきた。2006年に出版した『スローセックス実践入門――真実の愛を育むために』（講談社+α新書）が2007年にトーハンの新書週間売上ベスト10に入るなどのベストセラーとなり、スローセックスが広く知られるようになった。アダム徳永はその後もスローセックスに関する著書やDVDを出版し続けている。
『婦人公論』（中央公論新社）は、2006年から2009年まで毎年、別冊『快楽白書』（けらくはくしょ）を刊行し、40歳代からの性をテーマに取り上げている。その中ではスローセックスについても取り上げられており、その概念や体験入門などが掲載されている。
なお、「スローセックス」はアダム徳永の関連業務を行う株式会社エヴァコミュニケーションズの登録商標となっている。

## スローセックスの定義
「スロー」という語感から、単に「長時間のセックス」と受け止められることも多いが、アダム徳永はスローセックスの本質を、下記の8つの定義で提示している。
1. セックスは神様からの最高のプレゼントであり、崇高で尊厳ある行為。それを実践するもの
2. 愛と性エネルギーを交流させ、人生に喜びと幸福をもたらすもの
3. セックスは男女の究極的な芸術表現。豊な感性を育み感受性を育てるもの
4. 最高のエクスタシーを体感し、最高の喜びを共有し合うもの
5. 前戯15分・交接5分のセックス、欲望の処理を目的としたセックス、相手を無視した自分勝手なセックス、これらを「ジャンクセックス」と呼び、その対極をなすもの
6. 感じているふり・イッたふりなど一切しなくていい、ただ快感に酔いしれる行為
7. イクことは結果でしかない。イクこと・イカせることを目的とせず、セックスの行為そのものを、時間を忘れて満喫するもの
8. 正しい性知識を学び、そのテクニックをマスターしてはじめて実現できるもの

## アダムタッチ
アダム徳永が推奨する、手を使った全身愛撫法。スローセックスの根幹をなすフィンガーテクニック。女性を感じさせながら、同時に感じやすい体へと劇的に変化させる効能が最大の特徴。まず、手のひらを肌から2センチ浮かせた位置から、5本の指先だけを肌の上にそっと置く。これが手の形の基本フォーム。愛撫でのポイントは、指先が皮膚に触れるか触れないかの絶妙で繊細なタッチ圧。基本フォームとタッチ圧をキープしたまま、サクラの花びらが舞い落ちるような“秒速3センチ”のゆったりしたスピードで、部位に対して楕円形を描くように手を動かすのが基本動作となる。既存のセックスにおける、一般男性の強く早い刺激とは逆に、「優しくゆったり」した刺激こそ、物理的刺激を性的快感に変換していく女性の脳の機能に理想的な愛撫であると説く。